# 江绍基
江绍基（1919年4月12日—1995年5月16日），江苏无锡人，中国内科消化学专家。

## 生平
1919年出生于江苏无锡。1937年毕业于无锡中学，1938年考入上海圣约翰大学，1942年获得学士学位，1945年获得博士学位。毕业后任职于上海宏仁医院（后并入上海第二医学院，改名为上海交通大学医学院），1995年当选为中国工程院院士。